# Naveen Kumar
Naveen Kumar (* 20. Januar 1988 in Chhapar, Haryana) ist ein indischer Leichtathlet, der sich auf den Hindernislauf spezialisiert hat.

## Sportliche Laufbahn
Erste Erfahrungen bei internationalen Meisterschaften sammelte Naveen Kumar im Jahr 2013, als er bei den Asienmeisterschaften in Pune in 8:49,95 min den vierten Platz im Hindernislauf belegte. Im Jahr darauf nahm er an den Asienspielen in Incheon teil und gewann dort ursprünglich die Bronzemedaille, welche ihm aber wegen eines Dopingvergehens zwei Jahre später aberkannt wurde. Auch seine Ergebnisse von 2015, darunter die Teilnahme an den Asienmeisterschaften und der indische Meistertitel, sowie zu Beginn von 2016, wo er bei den Hallenasienmeisterschaften an den Start ging, wurden annulliert. 2017 startete er dann erneut bei den Asienmeisterschaften in Bhubaneswar und erreichte dort in 9:02,95 min den siebten Platz.

## Persönliche Bestzeiten
- 3000 Meter: 8:14,57 min, 11. Mai 2017 in Neu-Delhi
- 3000 m Hindernis: 8:39,42 min, 28. Juni 2018 in Guwahati